# Lašská naučná stezka Štramberk
Lašská naučná stezka Štramberk, nazývaná také Naučná stezka Lašská - Štramberk, je okružní naučná stezka, která je druhou částí Lašské naučné stezky. Nachází se ve městě Štramberk v okrese Nový Jičín v Přírodním parku Podbeskydí v pohoří Štramberská vrchovina (geologický podcelek Podbeskydské pahorkatiny) v Moravskoslezském kraji.

## Historie a popis naučné stezky
Lašská naučná stezka Štramberk vede přes důležitá a významná místa Štramberka a byla vybudovaná městem Štramberk v letech 2002 až 2003 a renovována v roce 2013. Na trase délky 6 km je 13 informačních panelů (zastavení), kde 4 informační panely jsou společné s navazující Lašskou naučnou stezkou Kopřivnice, a začíná a končí u Národního sadu a základní školy ve Štramberku. Nejvyšším geografickým bodem stezky je vrchol Bílé hory s nadmořskou výškou 557 m n. m. a nejnižším bodem je křižovatka na ulici Dolní s nadmořskou výškou 365 m n. m. Celkové převýšení je pak 192 m. Některé úseky stezky jsou dobře dostupné s kočárkem nebo na kole. Trasa naučné stezky:
- Národní sad
- Jeskyně Šipka
- Kotouč
- Jurův kámen
- Plaňava
- Horní Bašta
- Náměstí
- Zámecký vrch - Štramberská Trúba
- Skála Rudý
- Bílá hora - Rozhledna Bílá hora
- U Panny Marie se sochou Panny Marie
- Kamenárka
- Botanická zahrada a arboretum

## Další informace
Část úseku stezky je totožná se Sluneční stezkou na Bílou horu. Stezka je celoročně volně přístupná.

## Galerie

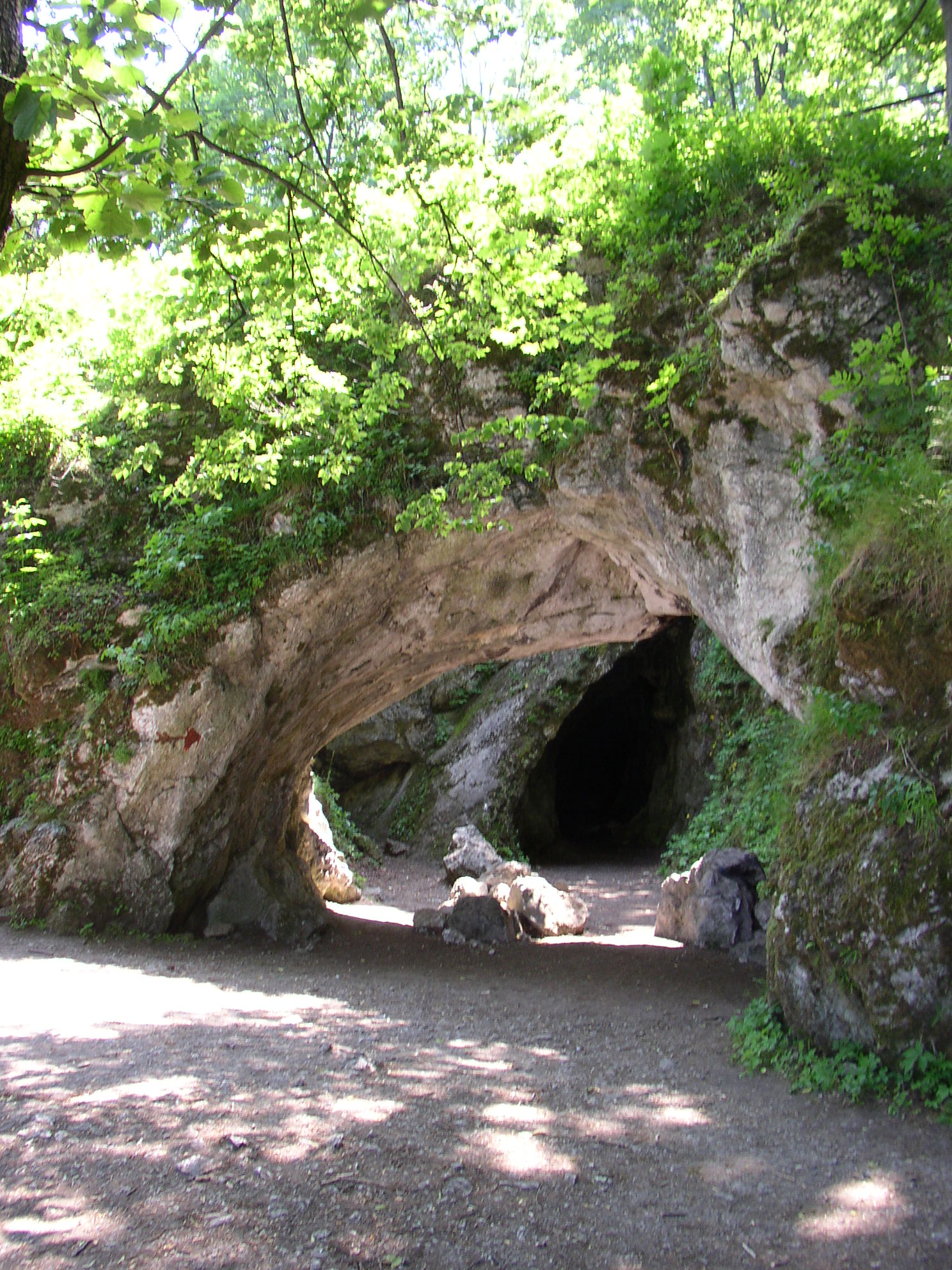
Jeskyně Šipka
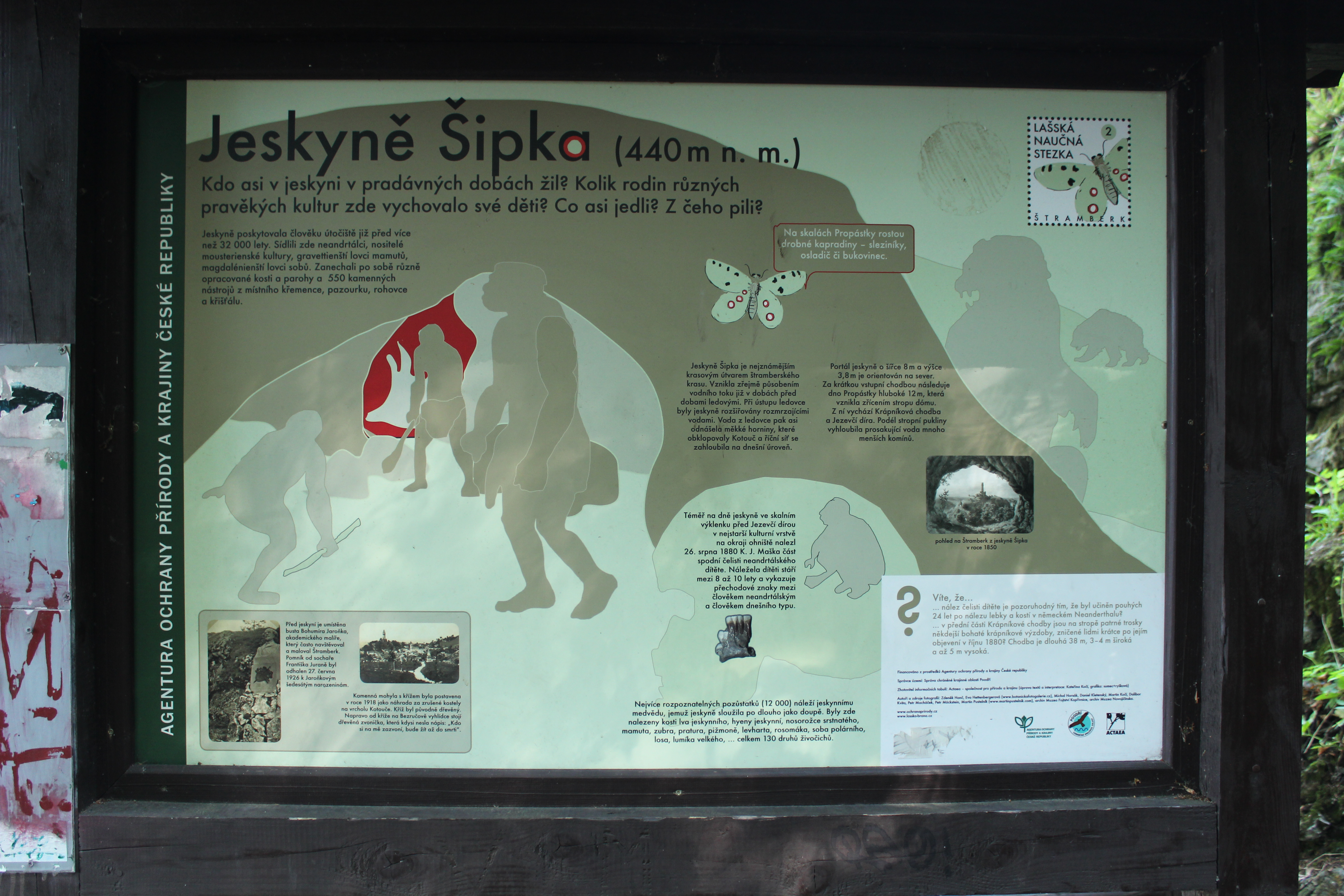
Informační panel u jeskyně Šipka
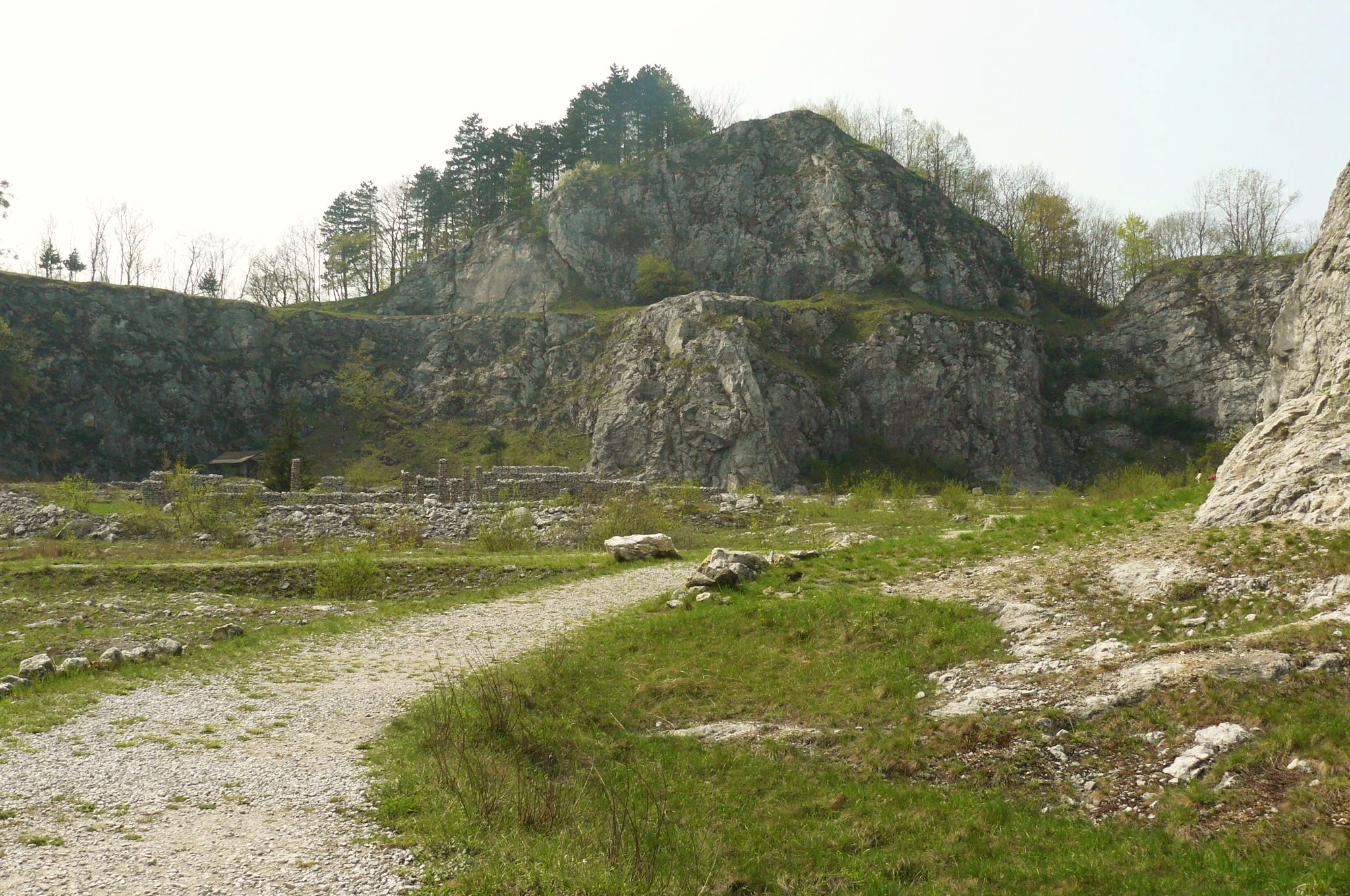
Botanická zahrada a arboretum
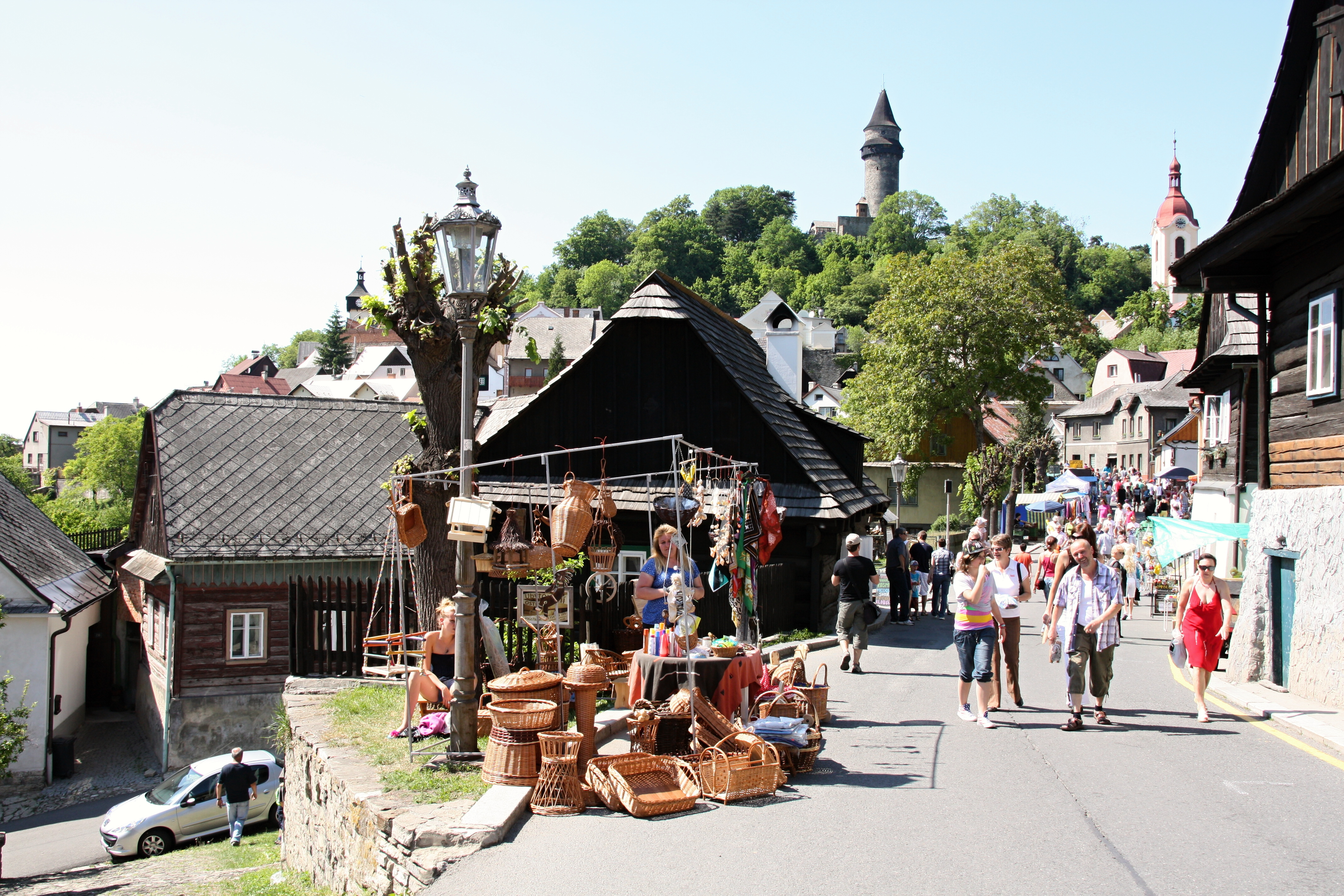
Štramberk
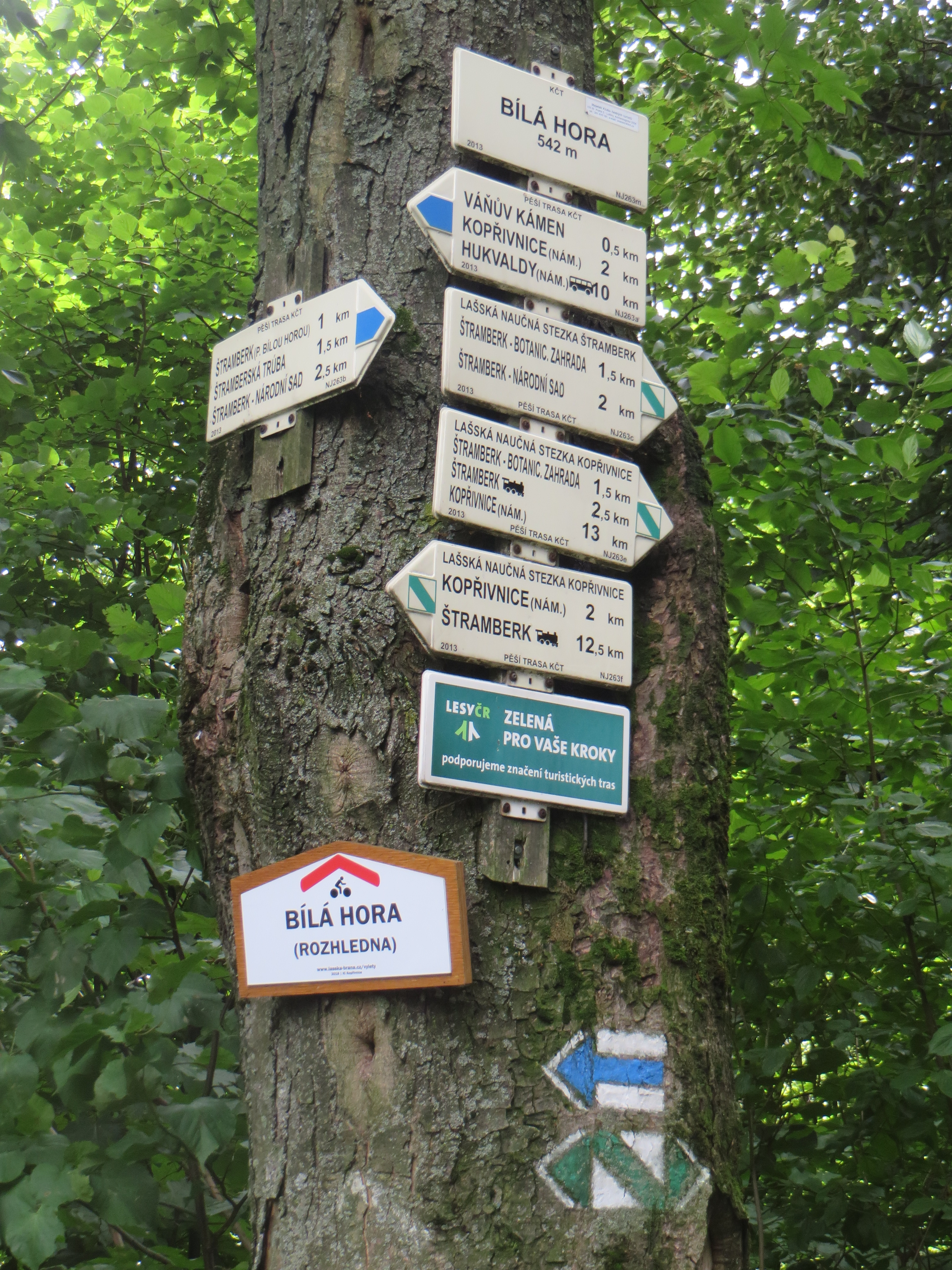
Turistický rozcestník Bílá hora